# Јазу Веки (Јаши)
Јазу Веки (рум. Iazu Vechi) насеље је у Румунији у округу Јаши у општини Шипоте. Oпштина се налази на надморској висини од 51 m.

## Становништво
Према подацима из 2002. године у насељу је живело 386 становника, од којих су сви румунске националности.